# 艾斯圖瑞·魯易茲
艾斯圖瑞·魯易茲（英語：Esteury Ruiz，1999年2月15日—），為美國職棒大聯盟的外野手，目前效力於洛杉磯道奇。他先前曾效力於教士、釀酒人與運動家等隊。

## 職業生涯

### 小聯盟時期
2015年，魯易茲以國際自由球員身分加盟皇家，並在皇家小聯盟打了兩個球季。
2017年7月24日，皇家將魯易茲、Matt Strahm和崔維斯·伍德交易到教士，換來崔佛·卡希爾、Ryan Buchter和Brandon Maurer。他從新人聯盟出發，並接連登上1A和高階1A。2020年，因為COVID-19疫情爆發而沒能在小聯盟打球。2021年，魯易茲登上2A。

### 聖地牙哥教士
2022年7月12日，魯易茲以教士球員的身分登上大聯盟，並在初登場敲出2支安打與1分打點。

### 密爾瓦基釀酒人
2022年8月1日，教士將魯易茲、泰洛·羅傑斯、汀尼爾森·拉梅特和Robert Gasser交易到釀酒人，換來賈許·海德。2022年，他在小樣本的出賽數中，繳出3成22的打擊率。他在小聯盟上演85次盜壘成功，為小聯盟的盜壘王。

### 奧克蘭運動家
2022年12月22日，勇士、釀酒人和運動家進行三方交易。勇士獲得尚恩·墨菲；釀酒人獲得威廉·康崔拉斯、Joel Payamps和Justin Yeager；運動家獲得魯易茲、Manny Piña、Kyle Muller、Freddy Tarnok和Royber Salinas。
2023年3月25日，運動家宣布魯易茲入選開幕戰先發名單。6月28日，在多明哥·赫曼的完全比賽中，魯易茲成為了最後一個出局數。

## 外部連結
- 球員資訊和成績在MLB ，ESPN ，Baseball Reference ，Baseball Reference (Minors) ，Fangraphs ，The Baseball Cube （英文）